# N420 (België, nieuw)
De N420 is een gewestweg in de Belgische provincie Antwerpen, in de gemeente Zwijndrecht. De weg loopt parallel met de E17 (Parallelweg Zuid) en de E34 (Parallelweg Noord). De weg bestaat sinds 2022 en vormt een belangrijk deel van de Oosterweelverbinding, deze weg passeert ook de P+R Linkeroever.

## Geschiedenis
De weg bestaat sinds 2022, samen gebouwd met de P+R Linkeroever.

## Traject
De N420 loopt van Afrit 8 (Haven 1000 - 1099) tot Afrit 17 (naast Zwijndrecht) . De totale lengte van deze weg is 4,2 kilometer. De N420 loopt langs de N70. De parallelweg zorgt ervoor dat bestuurders in of uit Zwijndrecht kunnen geraken via de E34 of de E17.